# Скарстед, Эрнст
Эрнст Теофиль Скарстед (швед. Ernst Teofil Skarstedt, 14 апреля 1857, Кунгэльв, Вестра-Гёталанд, Швеция — 13 марта 1929, Сиэтл, Вашингтон, США) — шведско-американский писатель, журналист и редактор книг и газет на шведском языке. Он наиболее известен как автор трёхтомной трилогии, охватывающей опыт шведских иммигрантов на Тихоокеанском Северо-Западе.

## Биография

### Ранние годы
Эрнст Скарстед родился в Кунгэльве в Швеции в приходском доме, где его отец служил священником. Его отец, Карл Вильгельм Скарстед (1815 — 1908), стал выдающимся профессором теологии в Лундском университете. Его младшим братом был шведский журналист и политик Вальдемар Скарстед (1861 — 1931). Получив высшее образование в Лундском университете в 1877 году, он эмигрировал в Соединенные Штаты в следующем году.

### Карьера
В 1880 году, после неудачной попытки создания собственного фермерского хозяйства, Эрнст Скарстед стал соредактором газеты Svenska amerikanaren и Svenska tribunen в 1884 году, оба издавались в Чикаго. В 1885 году он переехал в штат Вашингтон, где стал фермером, но в 1888 году Скарстед вернулся к журналистике. С 1891 года Эрнст редактировал журнал Vestkusten, издававшийся в Сан-Франциско. Позже Скарстедт был нанят редактором газеты Nordstjernan в Нью-Йорке. После переезда в Портленд Скарстедт предпринял попытку издать местную газету на шведском языке — Demokraten, направленную на просвещение шведов о местной политике.
В 1890 году Скарстедт опубликовал книгу Oregon och Washington: Dessa staters historia, resurser och folkliv (Орегон и Вашингтон: история, ресурсы и фольклор этих штатов), которая объединила историю с руководством для потенциальных поселенцев. Книга Washington och dess Svenska Befolkning (Вашингтон и его шведское население) была опубликована в 1908 году, в ней содержалась история региона, описание общин и отраслей промышленности. В 1911 году Эрнст опубликовал последний том своей трилогии о шведских иммигрантах Oregon och dess svenska befolkning (Орегон и его шведское население), в которую вошли биографии выдающихся шведов-американцев. В 1914 году он опубликовал автобиографию Vagabond och redaktör (Бродяга и редактор). Эрнст Скарстедт умер в Сиэтле, штат Вашингтон, в 1929 году.